# 卡迈恩·因凡蒂诺
卡迈恩·因凡蒂诺（英語：Carmine Infantino，1925年5月24日—2013年4月4日），美国漫画家、编辑，美国漫画的白银时代的奠基人，代表作有《侦探漫画》、《闪电侠》和《陈列橱》等。

## 生平
卡迈恩·因凡蒂诺是美国漫画白银时代的奠基人，其绘制的《陈列橱》第四期杂志封面，通常被视为正式开启美国漫画白银时代的标志性作品。
2013年4月4日，于纽约曼哈顿逝世。